# Часовня тишины Камппи
Часовня тишины Камппи (фин. Kampin kappeli, швед. Kampens kapell, также фин. Hiljaisuuden kappeli) — часовня, расположенная на площади Narinkkatori (Наринккатори) в районе Камппи. Часовня тишины — проект, приуроченный к теме «Хельсинки — столица дизайна».
Службы (крещения, отпевания) в часовне не проводятся, а с осени 2012 года запланирован ряд ежедневных молебнов. Она является местом встреч и успокоения, которое будет открыто с утра до вечера. В часовне можно встретиться как с работниками прихода, так и с социальными работниками.
В 2008 году архитектурная студия K2S выиграла конкурс Отдела городского планирования на строительство часовни в районе Камппи. Строительство началось в 2011 году и завершено в июне 2012 года. Деревянная часовня с изгибающимся фасадом была спроектирована архитекторами Микко Сумманен, Киммо Линтула и Нико Сирола из архитектурного бюро K2S.
Высота главного зала — 11,5 м. Внутренние стены часовни обшиты тщательно пригнанными фрезерованными брусьями из чёрной ольхи. Фасады выполнены из горизонтальных гнутых под разными радиусами еловых реек, обработанных лессирующим воском с использованием нанотехнологий. Каркас здания выполнен из массивных фрезерованных клееных деревянных рам. Упрощённая мебель — из массивного ясеня. Серебряный алтарный крест — работа финского ювелира Антти Ниеминена. Облачение престола — художник по текстилю Тийна Уймонен.
В 2012 году часовню посетило 250 тысяч человек, с 750 из которых проведены личные беседы и оказана психологическая помощь.